# اچ‌ام‌اس مالهام (ام۲۷۸۹)
اچ‌ام‌اس مالهام (ام۲۷۸۹) (به انگلیسی: HMS Malham (M2789)) یک کشتی بود که طول آن ۱۰۶ فوت ۶ اینچ (۳۲٫۴۶ متر) بود. این کشتی در سال ۱۹۵۸ ساخته شد.